# Kadarići
Kadarići är en ort i Bosnien och Hercegovina.   Den ligger i entiteten Federationen Bosnien och Hercegovina, i den centrala delen av landet, 25 km norr om huvudstaden Sarajevo. Kadarići ligger 957 meter över havet och antalet invånare är 486.
Terrängen runt Kadarići är kuperad. Närmaste större samhälle är Visoko, 16,2 km sydväst om Kadarići. 
I omgivningarna runt Kadarići växer i huvudsak blandskog. Runt Kadarići är det ganska tätbefolkat, med 93 invånare per kvadratkilometer.